# Las Talas-Los Médanos
Se denomina Las Talas - Los Médanos, al aglomerado urbano o continuo urbano, formado como consecuencia de la extensión de la localidad de Las Talas en la localidad vecina de la Los Médanos, ubicadas en el departamento Caucete, en centro sur de la provincia de San Juan (Argentina).
Actualmente el aglomerado tiene como principal actividad económica a la agricultura, destacándose importantes plantaciones vid, con la industria de este con la elaboración de vino.
Este continuo urbano, cuyo modo de vida es el rural, geográficamente se ubica en el piedemonte de las sierras Pampeanas de Pie de Palo

## Composición
Esté aglomerado está compuesto por:
- Las Talas (557 hab.)
- Los Médanos (997 hab.)

Cuenta con una población total de 827 habitantes (Indec, 2001), ocupando el puesto 32.º en el ranking de las localidades más pobladas de la provincia de San Juan (ver: Anexo:Localidades simples y compuestas de la provincia de San Juan).